# ロブ・ロック

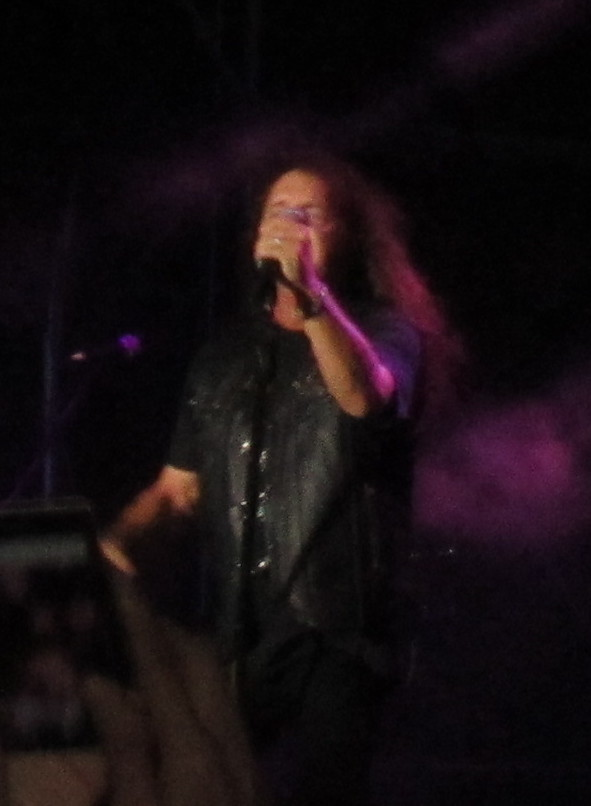

ロブ・ロック (Rob Rock、1959年6月29日 - )は、アメリカ合衆国出身の歌手。男らしい力強いハイトーンボイスが特徴の実力派ヘヴィメタル・ヴォーカリスト。

## 経歴
1983年から1985年までクリス・インペリテリと組み活動。1986年にトニー・マカパイン、ルディ・サーゾ、トミー・アルドリッジとバンドM.A.R.S. Project Driverを組んだ。好評だったがCDを1枚出したのみに終わった。その後クリスと再度組むが、とある事情で一端バンドを離れ(後任はグラハム・ボネット)、1990年初頭に改めてインペリテリに加入し2000年まで活動を続けた。インペリテリが再度グラハム・ボネットを起用することを決定したため脱退し、ソロ活動を続けていたが、2008年にインペリテリに復帰し、現在もヴォーカリストを務めている。

## ディスコグラフィ

### ソロ
- Rage of Creation  (2000年)
- Eyes of Eternity (2003)
- Holy Hell  (2005年)
- Garden of Chaos (2007年)
- The Voice of Melodic Metal - Live in Atlanta (2009年)

### インペリテリ
- インペリテリ - Impellitteri （1987年）
- グリン・アンド・ベアー・イット - Grin & Bear It （1992年）
- ヴィクティム・オブ・ザ・システム - Victim of the System （1993年）
- アンサー・トゥ・ザ・マスター - Answer to the Master （1994年）
- スクリーミング・シンフォニー - Screaming Symphony （1996年）
- アイ・オブ・ザ・ハリケーン - Eye of the Hurrricane （1997年）
- クランチ - Crunch （2000年）
- ヴェリー・ベスト・オブ・インペリテリ〜光速伝説 - The Very Best of Impellitteri: Faster Than the Speed of Light （2002年）
- ウィキッド・メイデン - Wicked Maiden （2009年）
- ヴェノム - Venom（2015年）
- ザ・ネイチャー・オブ・ザ・ビースト - The Nature of the Beast（2018年）

### M.A.R.S.
- Project Driver(1986年)

### WARRIOR
- Code of Life (2001年)

### Axel Rudi Pell
- Nasty Reputation (1991年)

### Driver
- Sons of Thunder (2008年)

### Fires of Babylon
- Fires of Babylon (2008年)

### Joshua
- Intense Defense (1988年)

### Angelica
- Angelica (1989年)

### ゲスト参加
- The Metal Opera / AVANTASIA (2001年)
- Bleed for the Gods / POWERGOD (2001年)
- Mandrake / EDGUY (2001年)
- The Metal Opera Part 2 / AVANTASIA (2002年)
- Lost in Vain / LAUDAMUS (2003年)
- Until the Bitter End / Rick Renstrom  (2003年)
- Raise Your First to metal /FROST (2003年)
- Messenger of the Gods / MISHERIA (2004年)
- Daemonicus / AREA51 (2008年)
- The Land of New Hope / Avalon (2013年)
- Requiem for a scream / Nozomu Wakai's DESTINIA (2014年)
- Anecdote of the Queens / Nozomu Wakai's DESTINIA (2015年)

## メンバー

### 現在のメンバー
- Rob Rock - ボーカル (2000–現在)
- Carl Johan Grimmark - ギター (2004–現在)
- Daniel Hall - ギター(2004–現在)
- Andreas Olsson - ベース　(2004–現在)
- Andreas Johanssen - ドラム (2004–現在)
- Roy Z - ギター、ベース、キーボード  ( スタジオメンバー)

### 以前のメンバー
- Jake E. Lee - ギター (2000–2003)
- Rick Renstrom - ギター (2003–2004)
- Bob Rossi - ギター (2003–2004)
- Ray Burke - ベース (2000–2003)
- Stephen Elder - ベース (2003–2004)
- Reynold Carlsson - ドラム (2000–2003)
- Tracy Shell - ドラム (2003–2004)
- Ray "Geezer" Burke - ベース ( セッションメンバー)
- Giuseppe "Maestro Mistheria" Iampieri - キーボード (セッションメンバー)